# Benice, Martin
Benice este o comună slovacă, aflată în districtul Martin din regiunea Žilina. Localitatea se află la altitudinea de 426 m deasupra n.m., se întinde pe o suprafață de 2,15 km2 și în 2017 număra 349 de locuitori. Se învecinează cu comuna Príbovce.

## Istoric
Localitatea Benice este atestată documentar din 1267.

## Demografie
| An:                | 1994 | 2004   | 2014    | 2024   |
| ------------------ | ---- | ------ | ------- | ------ |
| Număr de persoane: | 276  | 288    | 353     | 343    |
| Diferență:         |      | +4,34% | +22,56% | −2,83% |

| An:                | 2023 | 2024   |
| ------------------ | ---- | ------ |
| Număr de persoane: | 344  | 343    |
| Diferență:         |      | −0,29% |